# Kapselfibrose

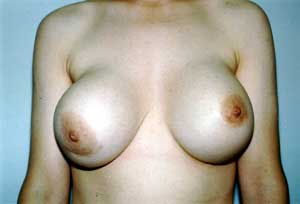
Kapselfibrose. Kapselkontraktur Grad IV der rechten Brust einer 29-jährigen Patientin, sieben Jahre nach der subglandulären Implantation von mit Silikongel gefüllten 560-ml-Implantaten.

Bei der Kapselfibrose (englisch capsular contracture) handelt es sich um die Ausbildung einer harten bindegewebsartigen, teilweise schmerzhaften Kapsel, die infolge einer Brustvergrößerung durch Einsetzen eines Implantats entsteht. Bei dieser Fremdkörperreaktion kann es zu starken Verformungen der Brust kommen.
Grundsätzlich entsteht um jeden Fremdkörper eine Kapsel aus Narbengewebe. In den meisten Fällen bereitet dies keine Probleme, da die Kapsel sehr zart ist. Warum es aber in bis zu 15 Prozent der Fälle einer Brustvergrößerung zur Entstehung einer Kapsel mit Beschwerden kommt, ist nicht genau geklärt. Man vermutet eine Entzündungsreaktion durch eine Besiedelung der Implantate mit Bakterien, da diese relativ häufig auf ihnen nachgewiesen werden können. Gehäuft tritt das Problem aber auch nach anderen Komplikationen, wie etwa Nachblutungen, auf. Auch nach Bestrahlungen bei Brustrekonstruktionen durch Implantate tritt eine Kapselfibrose gehäuft auf. Verschiedene Modifikationen der Implantatoberfläche sollen das Risiko mindern.

## Gradeinteilung
Gebräuchlich ist eine klinische Einteilung, die auf einen Kongressbeitrag des amerikanischen plastischen Chirurgen James L. Baker Jr. (Florida) zurückgeht.
- Grad I: Eine leichte Verhärtung ist spürbar, was aber nach jeder Brustvergrößerung normal ist. Die Patientin ist schmerzfrei und es treten keine sicht- oder tastbaren Anzeichen einer Kapselfibrose auf.
- Grad II: Eine minimale Kapselfibrose ist bereits vorhanden. Die Patientin verspürt ein Spannungsgefühl und leichte Schmerzen. Leichte Veränderungen in Form einer Verhärtung sind tastbar. Eine Behandlung der Kapselfibrose ist bei diesem Grad noch nicht zwingend erforderlich.
- Grad III: Es liegt bereits eine starke Kapselfibrose mit beginnender Deformation der Brust vor. Die Brust ist stark verhärtet, was auch von außen sichtbar ist. Das Implantat beginnt sich zusammenzuziehen. Es ist möglich, dass die Patientin bereits starke Schmerzen verspürt, was aber nicht immer der Fall ist. Ein chirurgischer Eingriff ist nötig, wenn die Brust bereits schmerzhaft verhärtet und verformt ist.
- Grad IV: Die Patientin leidet an einer ausgeprägten Kapselfibrose. Die Verhärtung der Brust ist mit andauernden Schmerzen verbunden und die Deformation der Brust ist deutlich erkennbar. Schmerzen werden bereits bei leichtem Berühren der Brust wahrgenommen und die Kapsel ist extrem verhärtet und zusammengezogen. Ein operativer Eingriff ist erforderlich.

## Behandlung
Die Therapie erfolgt meistens operativ durch
- Implantatwechsel mit Kapselresektion oder
- endoskopische Kapsulotomie (Auftrennen der Kapsel).[3]
- Kapselsprengungen durch manuellen Druck werden nicht mehr empfohlen,[4] da Rezidive häufig sind und das Implantat beschädigt werden kann.[5]
- Ein nichtoperatives Verfahren verwendet Ultraschall (z. B. 2 MHz gepulst 500 W/cm in mehreren Sitzungen), ist allerdings bisher nur in kleinen Fallserien geprüft.[6][7]
- Stoßwellenanwendung[8] und Kollagenaseinjektionen[9] sind bisher nur im Tierversuch erprobt worden.